# Колумбия на летних Олимпийских играх 1972
Колумбия принимала участие в Летних Олимпийских играх 1972 года в Мюнхене (ФРГ) в третий раз за свою историю, и завоевала одну серебряную и две бронзовые медали. Сборную страны представляли 4 женщины. 

## Серебро
- Борьба, мужчины — Хельмут Беллингродт.

## Бронза
- Бокс, мужчины — Клементе Рохас.
- Бокс, мужчины — Альфонсо Перес.